# 趙大河
趙大河（1508年—1572年），字道源，號延陵，直隸常州府江陰縣人，民籍，明朝政治人物。

## 生平
嘉靖十三年（1534年）甲午科應天府鄉試第七十三名舉人。嘉靖三十五年（1556年）中式丙辰科會試第七十二名，三甲第一百五十八名進士。兵部观政，授浙江义乌县知县，以剿倭寇功，四十年升大理寺评事，逾月升浙江按察司佥事，復主练兵，尋屯台州，四十五年致仕。卒年六十五。

## 家族
曾祖趙煜，壽官；祖父趙坋，義官；父趙䤭，母夏氏。子樹忠、樹志、樹常。